# Crab Island, Queensland
Crab Island är en ö i Australien. Den ligger i delstaten Queensland, omkring 2 200 kilometer nordväst om delstatshuvudstaden Brisbane. Arean är 2,6 kvadratkilometer. Den sträcker sig 3,3 kilometer i nord-sydlig riktning, och 2,0 kilometer i öst-västlig riktning.
Trakten runt Crab Island är nära nog obefolkad, med mindre än två invånare per kvadratkilometer. Savannklimat råder i trakten. Genomsnittlig årsnederbörd är 1 616 millimeter. Den regnigaste månaden är januari, med i genomsnitt 498 mm nederbörd, och den torraste är september, med 4 mm nederbörd.